# Exocentrus biroi
Exocentrus biroi är en skalbaggsart som beskrevs av Stefan von Breuning 1963. Exocentrus biroi ingår i släktet Exocentrus och familjen långhorningar. Inga underarter finns listade i Catalogue of Life.